# الفتوح
الفتوح کتابی است که توسط ابن اعثم کوفی، از نویسندگان قرن دوم و سوم هجری قمری به نگارش درآمده‌است. این اثر از منابع مهم در باب تاریخ صدر اسلام می‌باشد و از اندوخته‌های محدثان و مورخانی همچون مداینی، واقدی، ابومخنف، ابن کلبی و دیگر افراد در نگارش مطالب آن استفاده شده‌است. اهمیت این کتاب را در اطلاعات ارزشمند آن، پیرامون وقایع عراق، فتح خراسان، ارمنستان و آذربایجان در کنار نبرد اعراب با خزرها و روابطشان با بیزانس می‌دانند. لازم است ذکر شود که این کتاب را به نام‌های تاریخ فتوح و فتوحات الشام نیز می‌شناسند.